# Середні Ірзеї
Сере́дні Ірзе́ї (рос. Средние Ирзеи, чув. Вăта Çĕрти Ирçе) — присілок у Чувашії Російської Федерації, у складі Ювановського сільського поселення Ядринського району.
Населення — 84 особи (2010; 94 в 2002, 120 в 1979, 125 в 1939, 124 в 1926, 118 в 1906, 72 в 1858).

## Історія
Засновано 19 століття як околоток села Юваново. До 1866 року селяни мали статус державних, займались землеробством, тваринництвом. 1932 року створено колгосп «Сталін». На початку 20 століття діяло земське училище, у 1920-ті роки — початкова школа. До 22 липня 1920 року присілок перебував у складі Малокарачкінської волості Козьмодемьянського, до 5 жовтня 1920 року — Чебоксарського, а з до 1927 року — Ядринського повітів. Після переходу 1927 року на райони — спочатку у складі Татаркасинського, з 1939 року — Сундирського, а з 1962 року — Ядринського районів.

## Господарство
У присілку діє дитячий садок.